# Korsnes

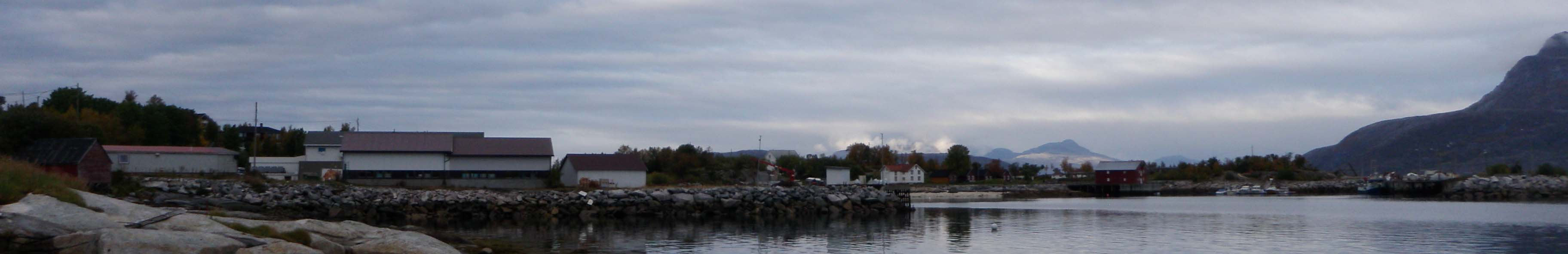
Blick auf das Dorf

Korsnes (lulesamisch Hierenjárgga) ist ein Ort in der Gemeinde Hamarøy in der Region Ofoten in Nordland in Norwegen. Das Dorf liegt etwa 5 km nördlich vom heutigen Fährhafen Bognes an der Westküste des Tysfjords. Die Kirche von Korsnes (norwegisch Korsnes kirke oder Korsnes kyrkje) befindet sich in dem Ort. Die Postadresse lautet „8275 Storjord i Tysfjord“. Der Ort liegt 8 m über dem Meer.

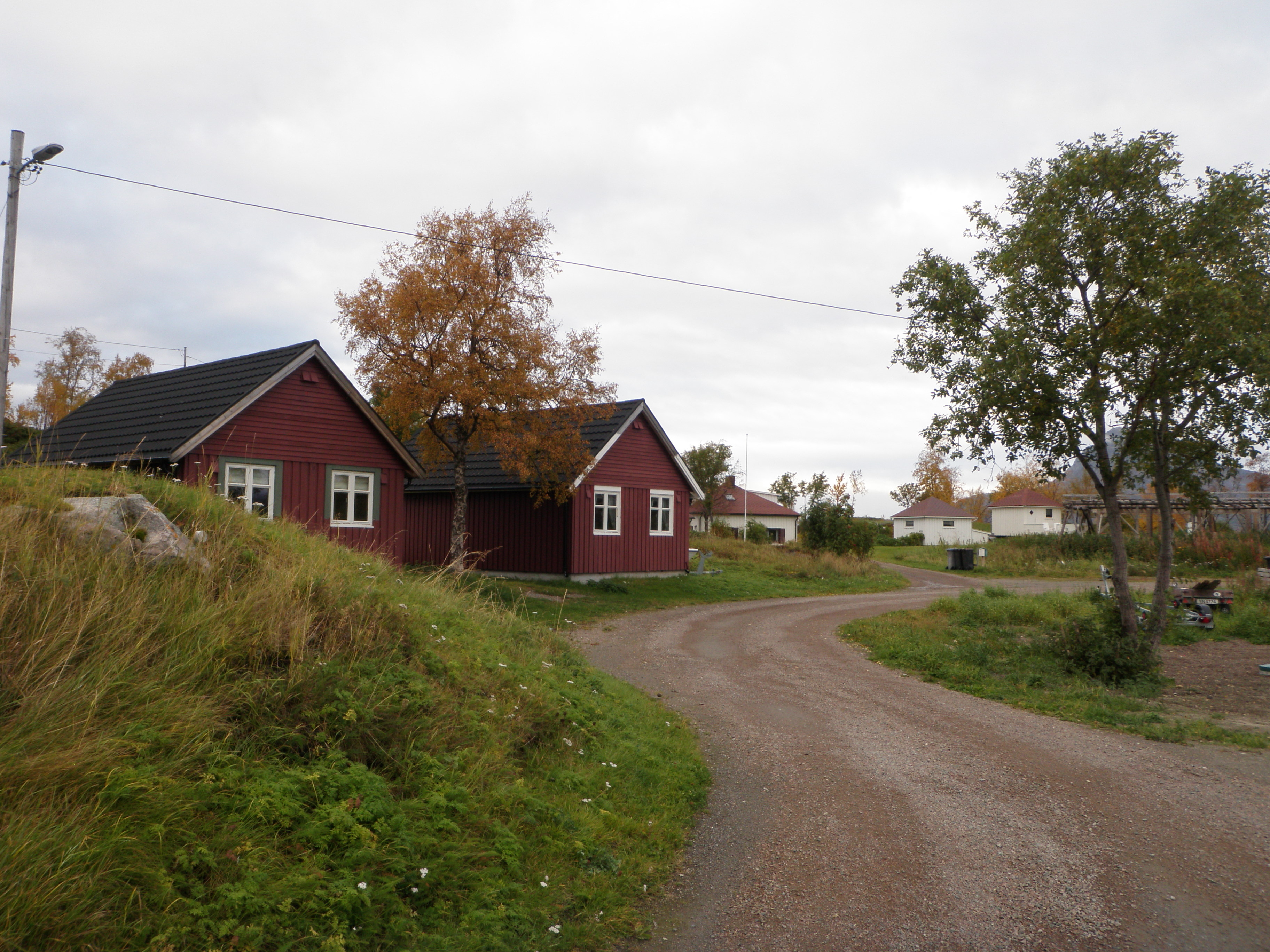
Straße in Korsnes

In früheren Zeiten wurde Korsnes von der Hurtigruta (deutsch Hurtigrute) angelaufen.  Heute dominiert die Fischereiwirtschaft.